# Leucauge subgemmea
Leucauge subgemmea är en spindelart som beskrevs av Friedrich Wilhelm Bösenberg och Embrik Strand 1906. Leucauge subgemmea ingår i släktet Leucauge och familjen käkspindlar. Inga underarter finns listade i Catalogue of Life.